# Aeschynanthus elmeri
Aeschynanthus elmeri är en tvåhjärtbladig växtart som beskrevs av Mendum. Aeschynanthus elmeri ingår i släktet Aeschynanthus och familjen Gesneriaceae. Inga underarter finns listade i Catalogue of Life.